# Novembers Doom
Novembers Doom é uma banda estadounidense de death-doom metal formada em 1989 em Chicago, Illinois. Seu primeiro nome foi Laceration com o qual lançou duas demos e um single. Em 1992 mudou-se definitivamente para Novembers Doom e até hoje já lançou nove álbuns de estúdio, um álbum de vídeo, uma compilação e um EP. É um dos primeiros grupos do gênero death-doom nos Estados Unidos que ainda está ativo.
Muitos músicos já passaram pelo Novembers Doom, principalmente baixistas e bateristas. Nos primeiros três álbuns a banda utilizava vocal feminino em contraste com o vocal gutural. O vocalista e letrista Paul Kurl é o único da formação original, enquanto os guitarristas Lawrence Roberts e Vito Marchese estão na banda desde 1999 e 2003 respectivamente. Até hoje, a cada lançamento do grupo está registrada alteração de pelo menos um membro.
Em 2015, o Novembers Doom foi pela primeira vez à América Latina para o Overload Music Fest no Brasil.

## Integrantes
Formação atual
- Paul Kuhr - vocais (1989-presente)
- Lawrence Roberts  - guitarra, vocais  (1999-presente)
- Vito Marchese - guitarra (2003-presente)
- Mike Feldman - baixo (2009-presente)
- Garry Naples  - bateria (2011-presente)

Antigos integrantes
- Cathy Jo Hejna - vocal (1992-1999)
- Nora O'Conner - vocal (2001-2003)

- David Sweeny - guitarra (1992-1993)
- Steve Nicholson - guitarra, baixo (1993-1997)
- Eric Kikke - (1996-1998)
- Eric Burnley - guitarra, teclado (1997-2003)

- Ron Holzner - baixo (1992-1993)
- Mary Bielich - baixo (1997-2002)
- Mike LeGros - baixo (2003-2004)
- Brian Whited - baixo (2002-2004, 2005)
- Chris Wisco - baixo (2007-2009)

- Abbas Jaffary - bateria (1992-1993)
- Jim Dobleski - bateria (1993-1995)
- Joe Hernandez - bateria (1995-1997)
- Joe Nuñez - bateria (2000-2007)
- Sasha Horn - bateria (1997-1999, 2007-2011)

## Discografia
| Álbuns de estúdio - Amid Its Hallowed Mirth (1995) - Of Sculptured Ivy and Stone Flowers (1999) - The Knowing (2000) - To Welcome the Fade (2002) - The Pale Haunt Departure (2005) - The Novella Reservoir (2007) - Into Night's Requiem Infernal (2009) - Aphotic (2011) - Bled White (2014) - Hamartia (2017) Outros lançamentos - Her Tears Drop (demo, 1995) - For Every Leaf That Falls (EP, 1997) - Reflecting in Grey Dusk (compilação, 2004) - The Novella Vosselaar: Live in Belgium (DVD, 2008) | Videoclipes - "The Pale Haunt Departure" (2005) - "Autumn Reflection" (2006) - "Rain" (2008) - "A Eulogy For the Living Lost" (2010) - "What Could Have Been" (2011) - "Harvest Scythe" (2011) - "Bled White" (2015) |